# Херринг, Линн
Линн Херринг (англ. Lynn Herring; род. 22 сентября 1958, Инид, Оклахома) — американская актриса мыльных опер, наиболее известная благодаря роли Люси Коу в дневной мыльной опере «Главный госпиталь».

## Биография
Херринг родилась в Иниде, штат Оклахома и окончила Университет штата Луизиана. Прежде чем начать свою карьеру в мыльных операх она выиграла конкурс «Мисс Вирджиния США» в 1977 году, а после участвовала в «Мисс США», где заняла четвёртое место.
Херринг присоединилась к сериалу «Главный госпиталь» в 1986 году, сначала её героиня Люси Коу была простым библиотекарем, но в ходе развития сюжета преобразовалась в отвратительную и гламурную злодейку, что принесло внимание аудитории к актрисе. За эту роль она выиграла пять премий «Дайджеста мыльных опер», в том числе трижды в категории лучшей злодейки дневного эфира. В дополнение к этому она дважды номинировалась на Дневную премию «Эмми», в 1990 и 1992 годах.
В 1997 году Херринг была приглашена в сериал «Порт Чарльз», спин-офф «Главного госпиталя», где выступила центральной героиней. Когда этот сериал был закрыт в 2003 году, она вернулась в «Главный госпиталь».

## Фильмография
| Год       |    | Русское название          | Оригинальное название                  | Роль                  |
| --------- | -- | ------------------------- | -------------------------------------- | --------------------- |
| 1979      | ф  | Роллер Буги               | Roller Boogie                          | скейтерша             |
| 1980      | с  | —                         | Tenspeed and Brown Shoe                | Гейл                  |
| 1981      | с  | Медэксперт Куинси         | Quincy M.E.                            | Элейн Коллиер         |
| 1982      | ф  | Ад кромешный              | Pandemonium                            | чирлидер из 60-х      |
| 1982      | с  | Мэтт Хьюстон              | Matt Houston                           | официантка / чирлидер |
| 1983      | с  | —                         | Tucker’s Witch                         | Линда Дон             |
| 1983      | с  | Резня в Хьюстоне          | Cutter to Houston                      | Ред                   |
| 1984      | с  | Детектив Майк Хаммер      | Mike Hammer                            | Жоржетт / Кики Смолл  |
| 1984      | тф | —                         | Gone Are the Dayes                     | вторая девушка        |
| 1984      | с  | Джесси                    | Jessie                                 | Рене                  |
| 1984      | с  | Отель                     | Hotel                                  | Кэрол                 |
| 1984      | с  | Воздушный волк            | Airwolf                                | Лори                  |
| 1984      | с  | Ти Джей Хукер             | T. J. Hooker                           | Рэнди                 |
| 1984      | с  | Быстрое течение           | Riptide                                | Лиззи Джексон         |
| 1985      | с  | Искатель потерянной любви | Finder of Lost Loves                   | Дана                  |
| 1986      | с  | Династия 2: Семья Колби   | The Colbys                             | Лина                  |
| 1986—2022 | с  | Главный госпиталь         | General Hospital                       | Люси Коу              |
| 1987      | с  | Закон Лос-Анджелеса       | L.A. Law                               | Джессика Тейхер       |
| 1992      | с  | Дни нашей жизни           | Days of Our Lives                      | Лисанн Гарднер        |
| 1995      | тф | —                         | Never Say Never: The Deidre Hall Story | в роли самой себя     |
| 1997—2003 | с  | Порт Чарльз               | Port Charles                           | Люси Коу              |
| 2009      | с  | Как вращается мир         | As the World Turns                     | Одри Коулман          |